# Krasków (zniesiona kolonia)
Krasków – zniesiona nazwa kolonii w Polsce, położona w województwie opolskim, w powiecie kluczborskim, w gminie Kluczbork.
Nazwa miejscowości została zniesiona z 2022 r.
W latach 1975–1998 kolonia należała administracyjnie do województwa opolskiego.